# Jenny Owen Youngs

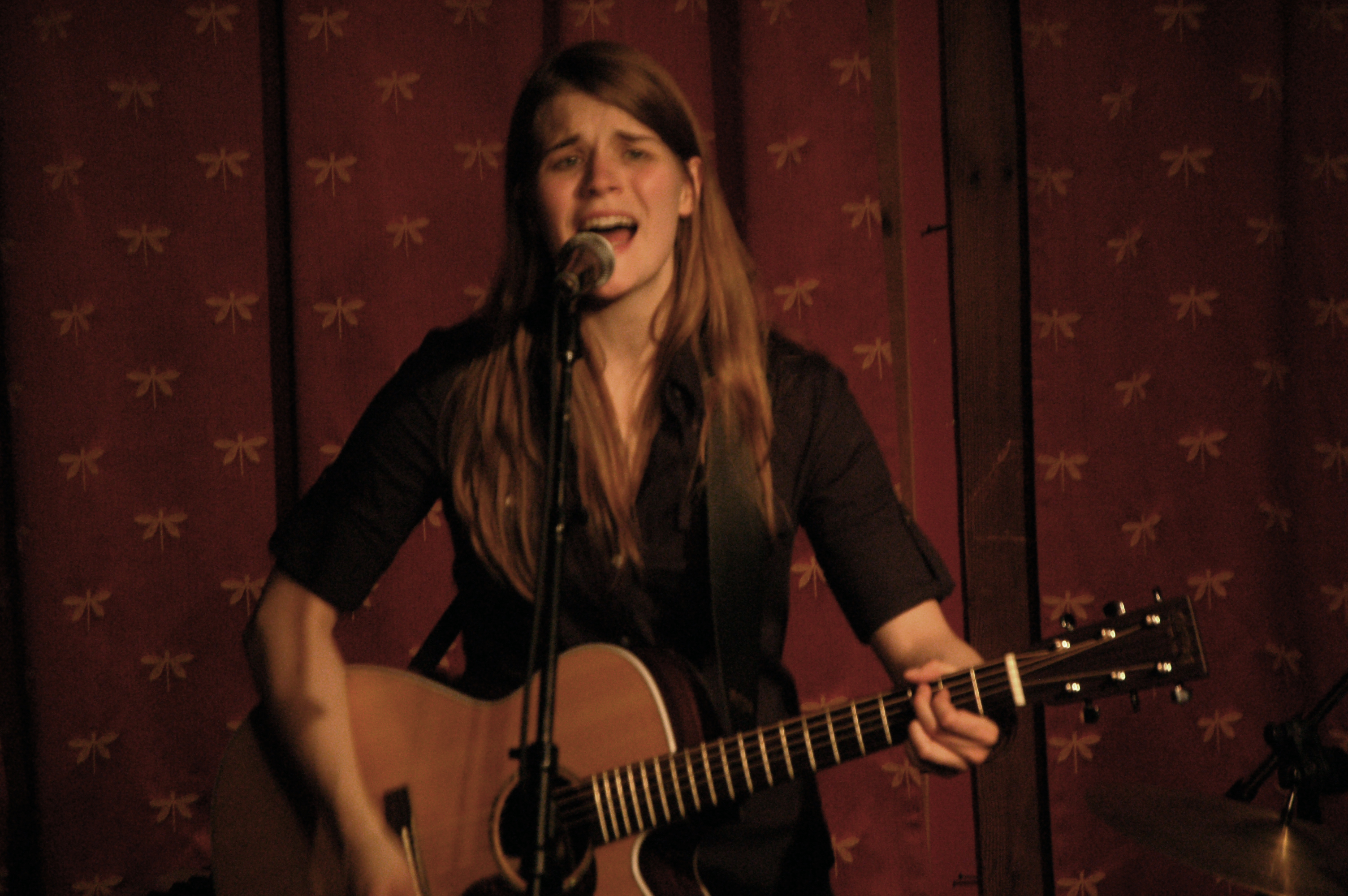
Bei einem Auftritt im Jahr 2007

Jenny Owen Youngs (* 22. November 1981 in Montclair, New Jersey) ist eine US-amerikanische Sängerin und Songwriterin.

## Leben
In der Schule spielte Youngs Flöte und später Tuba. Mit 14 begann sie Gitarre zu spielen.
Das Album "Batten the Hatches" veröffentlichte sie erstmals 2005. Im April 2007 wurde das Album ein zweites Mal veröffentlicht, diesmal unter dem Indie-Label Nettwerk.
In Deutschland erschien das Album am 1. Juni 2007.
Der Song "Fuck Was I" aus dem Album ist auf dem Soundtrack Vol. 2 der Fernsehserie Weeds enthalten. Er wird in der ersten Folge der zweiten Staffel gespielt.

## Alben
- Batten Down the Hatches (2007)
- Transmitter Failure (2009)
- An Unwavering Band of Light (2012)